# Dansaertwijk
De Dansaertwijk (Frans: Quartier Dansaert) is een wijk in de Belgische hoofdstad Brussel. De wijk ligt in het centrum van de Vijfhoek van Brussel, rond de Antoine Dansaertstraat, direct ten westen van de Beurs van Brussel tot aan de Vlaamsepoort. In de wijk liggen ook de Sint-Katelijnestraat, de Vlaamsesteenweg, de Arteveldestraat, het Sint-Goriksplein, de Oude Graanmarkt en het Sint-Katelijneplein.
De wijk wordt afgelijnd door de Rijkeklarenstraat in het zuiden, de Anspachlaan in het oosten, Bisschopsstraat, Brandhoutkaai, Steenkoolkaai en Kalkkaai in het noordoosten, Oeverpoort en Houthulstbosstraat in het noorden, het kanaal Charleroi-Brussel in het westen, Hopstraat, Papenvest, Kogelstraat, Kartuizersstraat en Sint-Kristoffelsstraat in het zuidwesten.
Tot het onroerend erfgoed in de wijk behoren de Onze-Lieve-Vrouw-ter-Rijke-Klarenkerk, Sint-Gorikshallen, de Pathé Palace, de Beursschouwburg, de Sint-Katelijnekerk en het Klein Kasteeltje. Een van de grotere scholen in de wijk is het Maria Boodschaplyceum.
De wijk is een hotspot voor Nederlandstalige Brusselaars, heeft een hoge concentratie aan restaurants en cafés en is ook gekend voor heel wat moderne modehuizen en kledingswinkels, onder meer in de Dansaertstraat zelf.

## Verkeer en vervoer
Het enige metrostation in de wijk ligt op de noordoostelijke grens van de wijk, het station Sint-Katelijne. De noordelijke en westelijke grens van de wijk liggen ook op het traject van tramlijn 51 met de haltes Ieper, aan de Oeverpoort en Vlaamsepoort aan de Vlaamsepoort. Lijn 46 van de Brusselse stadsbus doorkruist de wijk ook van noord naar zuid langs de Arteveldestraat, ook lijn 33 en lijn 86 hebben een traject door de wijk.